# Wolfgang Hauck

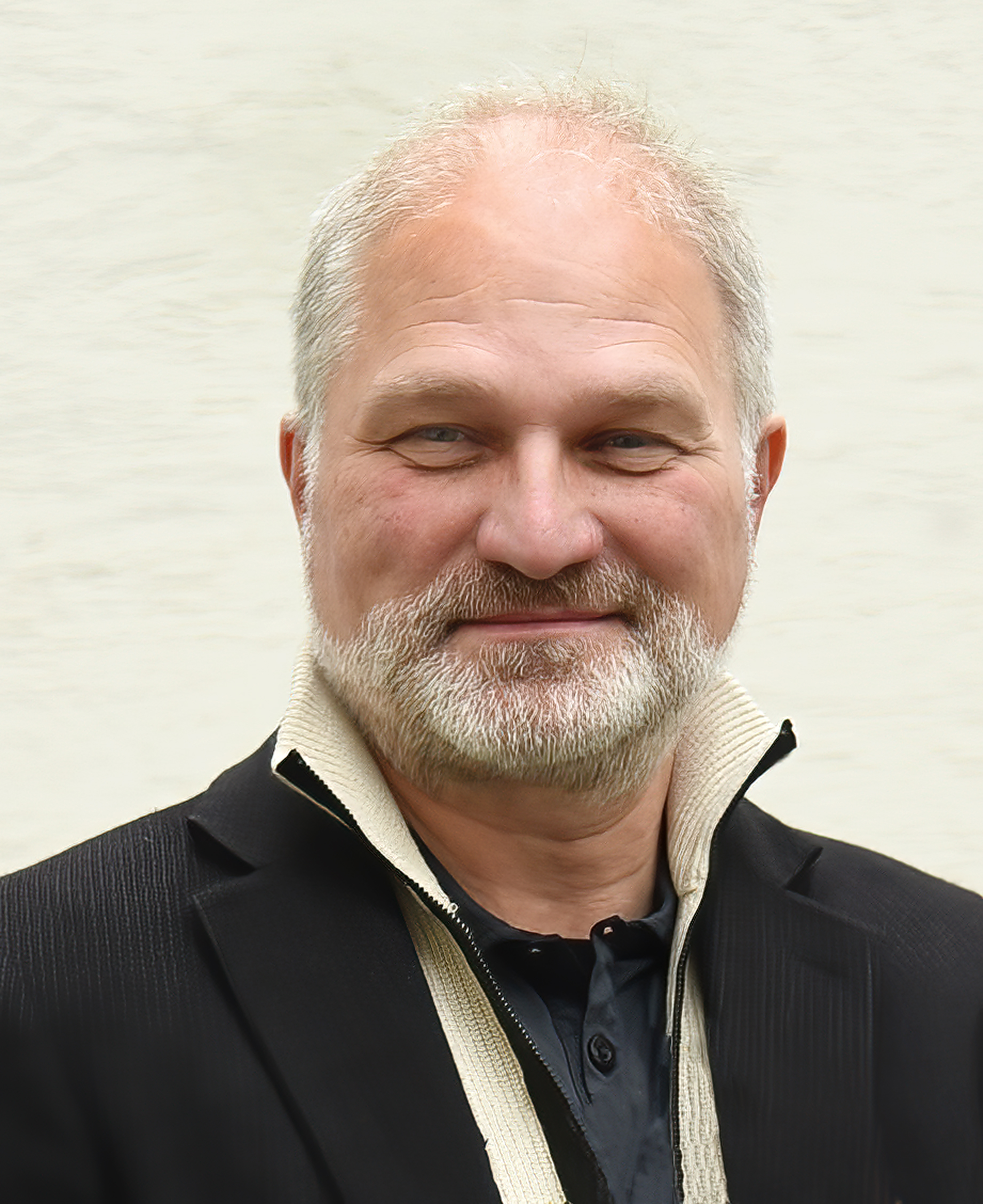
Wolfgang Hauck, 2021

Wolfgang Hauck (* 1964 in Geisenfeld) ist ein deutscher Multimediakünstler, Theaterleiter und Ausstellungsmacher.

## Leben und Wirken
Wolfgang Hauck legte sein Abitur 1984 am Schyren-Gymnasium in Pfaffenhofen an der Ilm mit einer Facharbeit zum Bau eines elektrischen Monochords ab. Seit 1989 lebt er im Landkreis Landsberg am Lech und organisiert seine Aktivitäten von seinem Büro in Landsberg, einer Niederlassung in Berlin und in Venedig aus. Er ist als Künstler und Projektentwickler für multimediale Ausstellungen und soziokulturelle Projekte tätig sowie kulturpolitisch als Berater und Initiator. Seit 2022 ist er Mitglied im Sprecherrat der Stiftung Wertebündnis Bayern und im Beirat von berlinHistory e.V.

### Künstlerische Tätigkeiten
Während seiner Schulzeit begann Hauck ab 1976 mit dem Sammeln und dem Bau von Musikinstrumenten. Ab 1982 entwickelte er elektrisch verstärkte Saiteninstrumente auf der Basis von Zithern wie der japanischen Koto, der indischen Vina oder der chinesischen Guqin (Chin). Mit ihnen führte er zwischen 1984 und 1988 Klangperformances und Konzerte auf, die auf der klassischen asiatischen und europäischen Musik basieren, zur New Age-Musik gehören und von der Minimal Music beeinflusst sind. Im Dezember 2020 wurden Konzertaufnahmen aus dem Jahr 1986 beim Label recordJet veröffentlicht.
Ab 1991 wechselte Hauck von der performativen Klangkunst zur darstellenden Kunst und Theater. Er wirkte als Darsteller, Schauspieler und Musiker beim Lechwehrtheater in Landsberg und beim Freien Theater München (FTM) 1993 in Leben Gundlings Friedrich von Preussen Lessings Schlaf Traum Schrei als Schauspieler und Musiker mit. Ab 1994 leitete er das Theaterensemble Die Stelzer – Theater auf Stelzen. Als Theaterleiter, Darsteller und Performancekünstler entwickelte er zusammen mit Peter Pruchniewitz Performances und Schauspiel mit Stelzen für den öffentlichen Raum, wie die Schauspielfassung der Oper Das Rheingold, die 2010 bei den Salzburger Festspielen und den Bayerischen Theatertagen aufgeführt wurden. 2012 wurden Hauck und Pruchniewitz für die Festspielproduktion der Stelzer Licca Line – eine Fahrt ins sagenhafte Damasia mit dem Ellinor Holland Kunstpreis ausgezeichnet.
Hauck entwickelte ab 2014 mit der Ausdruckstechnik Theater auf Stelzen ein Cultural Relief Programm für traumatisierte Kinder in einem Flüchtlingslager an der türkisch-syrischen Grenze. Das Programm wurde in Zusammenarbeit mit unter anderem dem Goethe-Institut in der Türkei ausgeweitet. Seit 2015 realisiert er auch in Deutschland zusammen mit der Jugendhilfeeinrichtung Schloss Zinneberg gefördert vom Freistaat Bayern das kulturelle Integrationsprojekt KIDZ – Kulturelle Integration – Das Zinneberg-Projekt. Das „Cultural Relief Program“ wurde ab 2017 zusammen mit Partnerorganisation aus der Türkei, Polen, Frankreich und Afghanistan erweitert, um den Einsatz von Zirkuspädagogik in Krisengebieten als kulturelles Hilfsprogramm für Kinder und Jugendliche zu etablieren.
Von 2007 bis 2019 war Hauck erster Vorsitzender des Verband Freie Darstellende Künste Bayern e. V. und engagierte sich für den Ausbau der Gastspielförderung und für die Interessen der Freien Theater in Bayern. Er ist als Fachberater tätig und entwickelte eine Kulturberatung Theater für Städte, Gemeinden und Kommunen. Er war an der bundesweiten Studie zur sozialen und wirtschaftlichen Situation der freien Theater 2017 beteiligt.

### Verein „dieKunstBauStelle“
Nach einem künstlerischen und soziokulturellen Ausstellungsprojekt im öffentlichen Raum in Landsberg am Lech im Jahr 2013 benannte er den von ihm gegründeten Kultur- und Kunstverein dieKunstBauStelle. In diesem Rahmen realisierte er verschiedene Projekte, darunter soziokulturelle Geschichtsprojekte und kulturelle Bildungsmaßnahmen. Sein mehrjähriges Projekt Türkenmariandl gestern, heute und morgen wurde 2017 in der Kategorie „Öffentlichkeit“ im Programm Kultur macht stark des Bundesministeriums für Bildung und Forschung ausgezeichnet. Seit 2018 entwickelt und realisiert er multimediale und digitale Ausstellungen.
2016–2017 entwickelte er in Kooperation mit der Europäische Holocaustgedenkstätte Stiftung und Studierenden einen Panoramarundgang durch das ehemalige KZ-Außenlager Kaufering VII. Das Studienprojekt „Bewahren, Erinnern, Gedenken“ erforschte und entwickelte Konzepte für virtuelle Dokumentationen und Zugänge zu Gedenkstätten.
2018 initiierte und leitete er zusammen mit der Journalistin Karla Schönebeck den Kompositionswettbewerb Wolf Durmashkin Composition Award (WDCA) und 70 Jahre – Internationale Jüdische-Deutsche Festwoche als eine neue, aktive Form der Erinnerungskultur an den Holocaust, die mit Beteiligung internationaler Gäste und Institutionen aus den USA, Osteuropa und Israel durchgeführt wurden.
2019 initiierte er die BayernHistoryApp (Eigenschreibweise) als ein Projekt des Vereins dieKunstBauStelle. Die Smartphone-App wurde in Kooperation mit dem Verein berlinHistory e.V. und der Berlin History App entwickelt. Es handelt sich um eine kostenlose und werbefreie, zweisprachige (deutsch/englisch) Mobilgeräte-App, die ortsbezogene multimediale Informationen zu Bayern bereitstellt und eine Plattform für regionale und lokale Heimatforschung bietet. Mit dem Elite-Studiengang Osteuropastudien an der Ludwig-Maximilians-Universität München und der Uni Regensburg hat er einen Audiowalk zur Moosburger Neustadt produziert.
2021 beginnt in Augsburg-Hochfeld die Zusammenarbeit mit dem Bahnpark Augsburg. Dort führt er eine Zukunftswerkstatt Bahnpark durch, um mit einem Beteiligungsformat die zukünftige Entwicklung als Museum für Kultur- und Eisenbahngeschichte zu formulieren. 2023 öffnet er einen neuen Standort am Bahnpark Augsburg. Dort installiert er einen Bürostandort mit einem Containerprojekt Kultainer (Eigenschreibweise), das als temporäres Kulturquartier genutzt wird. Im Rahmen eines soziokulturellen Projekts initiierte er 2023 die Gründung der Stadtteilinitiative Unser Hochfeld e. V. 2024 gründet er im Rahmen der Europawochen Augsburg die Werkstatt Europa im Bahnpark Augsburg und initiiert Kulturveranstaltungen im Kontext der Europawahl 2024.
2024 initiierte Wolfgang Hauck gemeinsam mit der Historikerin Edith Raim das Projekt Nazi Crimes Atlas – Digitaler Atlas NS-Verbrechen. Grundlage sind verschiedene Datensammlungen zu KZ-Lagern, Zwangsarbeiterlagern, Kriegsgefangenenlagern sowie Akten deutscher Staatsanwaltschaften und Gerichte zu NS-Verbrechen in West- und Ostdeutschland zwischen 1933 und 1945. In der Smartphone-App werden die Tatorte auf einer digitalen Landkarte veröffentlicht. Das Ziel des Projekts ist es im Rahmen von Public History weitere Recherchen zu initiieren und zu veröffentlichen. Das Vorhaben wird von der Stiftung Erinnerung, Verantwortung und Zukunft (EVZ) durch das Programm Bildungsagenda NS-Unrecht gefördert und aus Mitteln des Bundesfinanzministerium finanziert. Der NaziCrimesAtlas (Eigenschreibweise) wurde als kostenfreie App am 8. Mai 2025 veröffentlicht.

## Ausstellungen (Auswahl)

### Gestaltung und Redaktion
- 2013: dieKunstBauStelle. Landsberg am Lech, Innenstadt und Hauptplatz, öffentlicher Raum, Hauptplatz und Mittelschule Landsberg am Lech[45]
- 2016: Architectus Lucis., Turnhalle an der Lechstraße, Landsberg am Lech[46]
- 2017: Erinnerungen an die Pflugfabrik, öffentlicher Raum, Von-Kühlmann-Straße, Landsberg am Lech[47]
- 2018: 25 Jahre Die Stelzer Theater auf Stelzen. Landsberg am Lech, Säulenhalle[48]
- 2019: Landsberg Stories. Landsberg am Lech, Säulenhalle[49]
- 2020: 2020–1945 Eine aktuelle Bestandsaufnahme der Landsberger Erinnerungskultur, Landsberg am Lech, Säulenhalle mit virtueller Ausstellung[50]Website der Ausstellung
- 2020: Future Flashback. Landsberg am Lech, Innenstadt, öffentlicher Raum und virtuelle Ausstellung[51]Website der Ausstellung
- 2022: Set the Night on Fire – Stadt der Jugend, Landsberg am Lech, öffentlicher Raum, Infanterieplatz[52][53]
- 2024: Das Labyrinth – 100 Jahre Hitlers Festungshaft, Landsberg am Lech, öffentlicher Raum, Festplatz Waitzinger Wiese[54][55]

### Gestaltung
- 2016: Der rote Faden – kunterbunte Welten in Hülle und Fülle, Staatliches Textilmuseum Augsburg[56]
- 2018: Von Litauen nach Landsberg. 2018, Landsberg am Lech, Stadttheater, Säulenhalle und Foyer Rathaus[57]
- 2018: Musik und Holocaust. Landsberg am Lech, Stadttheater und Rathaus Foyer
- 2019: From Vilnius to Landsberg. Boston, Boston College[58]
- 2022: Alles Vergangenheit? – Von wegen! Klostereck Landsberg am Lech,[59]

### Ausstellungsbeteiligungen
- 1984: erste f.t.l.c. kunstausstellung. Wolnzach[60]
- 1985: Querformat. Pfaffenhofen an der Ilm[61]
- 2011: Ellinor Holland Kunstpreis, Landsberg am Lech[62]
- 2016: Typisch Landsberg. Landsberg am Lech, Neues Stadtmuseum[4]

## Filmproduktion
- Das Arturo-Projekt (2022 Darsteller, Produktion)[63][64][65]

## Diskographie
- Concert 1986 For Electric Koto, Vina and Chin, 2020, GTIN/EAN 4064832298109

## Belege
1. 1 2 3  Meditative Klangwelten. Wolfgang Hauck veröffentlicht ein vor 34 Jahren in Pfaffenhofen aufgenommenes Konzert auf CD  Pfaffenhofener Kurier, 17. Dezember 2020
2. ↑  Fonds Darstellende Künste (Hrsg.), Report Darstellende Künste, Wirtschaftliche, soziale und arbeitsrechtliche Lage der Theater- und Tanzschaffenden in Deutschland, Kulturpolitische Gesellschaft und Klartext Verlag, ISBN 978-3-8375-0473-6, S. 678
3. ↑  „künstler kompendium 1988“, Hrsg. Berufsverband Bilder Künstler Oberbayern Nord e. V., Ingolstadt 1988
4. 1 2  Innovativ: Projekt 21/7. In: Kreisbote. 21. Juni 2012, abgerufen am 20. Dezember 2020.
5. ↑  Zum Abschied übt Wolfgang Hauck viel Kritik an der Stadt Landsberg. In: Landsberger Tagblatt, Vanessa Polendina, 29. Juni 2019, abgerufen am 13. Mai 2024.
6. ↑  Die Stelzer pendeln nach Berlin. In: Landsberger Tagblatt. 14. Juni 2018, abgerufen am 13. Mai 2024.
7. ↑  Die Landsberger Stelzer beim Carnevale di Venezia, Kreisbote Landsberg, Susanne Greiner, 9. März 2024, abgerufen am 13. Mai 2024
8. ↑  Kuratorium des Wertebündnis Bayern. Abgerufen am 22. Mai 2024.
9. ↑  Landsberger Leute Wolfgang Hauck, Peter Wilson, 26. Oktober 2017, abgerufen am 20. Dezember 2020
10. ↑  Bauprojekt Papierbach: Der Streit um den Kulturbau geht weiter, Landsberger Tagblatt, Thomas Wunder, 30. Juni 2020, abgerufen am 1. März 2021
11. ↑  Landsbergs neue Skyline - Kulturbau in der Diskussion, Kreisbote Landsberg, Werner Lauff, Susanne Greiner, 23. Juni 2020, abgerufen am 1. März 2021
12. ↑  Die Stelzer verlassen Landsberg, Merkur.de, 14. Juni 2022, abgerufen am 29. März 2024
13. ↑  Homepage berlinHistory e. V., abgerufen am 21. Mai 2024
14. ↑  Matthias Theodor Vogt, Kultur für Landsberg, Görlitz und Landsberg am Lech 2012, S. 97f
15. ↑  Freies Theater München – FTM Produktionen und Gastspiele Freies Theater München, PDF abgerufen am 20. Dezember 2020
16. ↑  Eröffnung auf Stelzen, Blog Bayerische Theatertage in Regensburg, 31. Mai 2010, abgerufen am 20. Dezember 2020
17. ↑  Sieger auf Stelzen, Landsberger Tagblatt, Alexandra Lutzenberger, 30. September 2012, abgerufen am 20. Dezember 2020
18. ↑  Steinmeier lädt ein: Auswärtige Kultur- und Bildungspolitik stellt sich drei Tage lang vor  News4Teachers, 12. April 2016, abgerufen am 19. Dezember 2020
19. ↑  Goethe-Institut, Migration und Integration, Projekte für Geflüchtete, Oktober 2015, abgerufen am 21. Dezember 2020
20. ↑  Lächeln, um zu leben, Süddeutsche Zeitung, Alexandra Leuthner, 22. Juli 2016, abgerufen am 30. Dezember 2020
21. ↑  Kulturfonds 2016: Rund 22.000 Euro für KIDZ Zinneberg, Webseite Otto Lederer, 17. Juni 2016, abgerufen am 30. Dezember 2020
22. ↑  Sie wollen Kindern in Flüchtlingslagern helfen , Augsburger Allgemeine, 20. Februar 2016, abgerufen am 20. Dezember 2020
23. ↑  Landsberg – Berlin – Istanbul – und zurück, myheimat, Andrea Schmelzle, 4. Juli 2016, abgerufen am 30. Dezember 2020
24. ↑  Freies Theater: Neuer Vorstand kommt aus Landsberg, Landsberger Tagblatt, 22. November 2007, abgerufen am 24. Dezember 2020
25. ↑  Theater Gastspielförderung, Augsburger Allgemeine, 12. April 2014, abgerufen am 20. Dezember 2020
26. ↑  Kulturförderung auf wackeligen Beinen, Die Welt, Martina Kausch, 29. September 2012, abgerufen am 24. Dezember 2020
27. ↑  Theatertage: Das sind die Preisträger (Memento des Originals vom 25. Januar 2021 im Internet Archive)  Info: Der Archivlink wurde automatisch eingesetzt und noch nicht geprüft. Bitte prüfe Original- und Archivlink gemäß Anleitung und entferne dann diesen Hinweis. Wasserburger Stimme, Christian Huber, 12. Juni 2019, abgerufen am 20. Dezember 2020
28. ↑  Matthias Theodor Vogt, Kultur für Landsberg, Görlitz und Landsberg am Lech 2012, S. 94
29. ↑  Was das freie Theater bewegt, Hrsg. Bundesverband Freie Darstellende Künste, ISBN 978-3-935486-26-2, Dezember 2017, S. 19f
30. ↑  dieKunstBauStelle Katalog und Dokumentation 2013, issuu, 17. Januar 2014, abgerufen am 20. Dezember 2020
31. ↑  Das Türkenmariandl hat die Jury überzeugt, Landsberger Tagblatt, 30. Oktober 2017, abgerufen am 28. Dezember 2020
32. ↑  'Bewahren, Erinnern, Gedenken' Studie zur visuellen Dokumentation historischer Gedenkstätten am Beispiel des ehemaligen KZ-Lager Kaufering VII, abgerufen am 29. März 2024
33. ↑  Initiatoren. In: Wolf Durmashkin Composition Award. Abgerufen am 21. April 2024.
34. ↑  '70 Jahre - Internationale Jüdische-Deutsche Festwoche' als eine neue, aktive Form der Erinnerungskultur an den Holocaust, Bundesanstalt für Landwirtschaft, Projekte in den Förderprogrammen des BMEL, betreut durch den Projektträger BLE (ptble), abgerufen am 24. Dezember 2020
35. ↑  Von der heilenden Kraft der Musik, Landsberger Tagblatt, Silke Feltes, 9. Mai 2020, abgerufen am 24. Dezember 2020
36. ↑  "BayernHistoryApp" startet im Landkreis Landsberg, BR24 Kultur, Bayerischer Rundfunk, Monika Haugg, 28. April 2023, abgerufen am 29. März 2024
37. ↑  Neuer Audiowalk: Studierende machen Moosburger Geschichte hörbar Merkur.de, Maria Martin, 7. Juli 2023, abgerufen am 29. März 2024
38. ↑  Soziokultur, Jahresbericht des Fonds Soziokultur 2021/2022 S. 29, Wolfgang Hauck, abgerufen am 13. Mai 2024
39. ↑  Die Kultur-Container sind nach Augsburg gezogen! Am Bahnpark entwickelt dieKunstBauStelle ein Kulturquartier Aloys.news, Alois Kramer, 8. März 2023, abgerufen am 13. Mai 2024
40. ↑  Eine Stadtteilinitiative will das Hochfeld voranbringen Augsburger allgemeine, Fridtjof Atterdal, 14. Juli 2023, abgerufen am 13. Mai 2024.
41. ↑  Wolfgang Hauck und dieKunstBauStelle setzen sich für eine lebendige Kulturszene im Hochfeld ein Aloys.news, Alois Kramer, 12. Juli 2023, abgerufen am 13. Mai 2024
42. ↑  Das EU-Parlament im Lokschuppen: Werkstatt Europa im Bahnpark Augsburg Augsburger Allgemeine, Veronika Lintner, 1. Mai 2024, abgerufen am 13. Mai 2024
43. ↑  Erinnerungskultur per App: Wo die Nazis Verbrechen verübten. In: Die Zeit. 6. Dezember 2024, abgerufen am 8. Dezember 2024.
44. ↑  Neue App zeigt Orte von 25.000 Nazi-Verbrechen. In: Die Zeit. 6. Dezember 2024, abgerufen am 23. Juni 2025.
45. ↑  Zurücktreten, um zu erkennen, Kreisbote, 30. Oktober 2013, abgerufen am 2. Februar 2021
46. ↑  Lichtträume zum Leben erwecken, Landsberger Tagblatt, Andrea Schmelzle, 26. Oktober 2016, abgerufen am 28. Dezember 2020
47. ↑  Die Pflugfabrik kommt noch einmal zurück, Landsberger Tagblatt, Dieter Schöndorfer, 8. Dezember 2017, abgerufen am 3. April 2021
48. ↑  Die Jubiläumsausstellung der Stelzer, Kreisbote Landsberg, Susanne Greiner, 18. August 2019, abgerufen am 1. März 2021
49. ↑  Landsberg Stories. Abgerufen am 20. Dezember 2020.
50. ↑  Ausstellung »2020 – 1945« in der Landsberger Säulenhalle öffnet am Freitag - virtuell, Kreisbote, Susanne Greiner, 23. März 2020, abgerufen am 20. Dezember 2020
51. ↑  Aus der Zukunft in die Gegenwart, Kreisbote, 9. August 2020, abgerufen am 2. Februar 2021
52. ↑  Landsberg und die „Stadt der Jugend“, Landsberger Tagblatt, Thomas Wunder, 14. September 2022, abgerufen am 12. Oktober 2022
53. ↑  Verdrängen und Verschweigen: Diskussion im Stadttheater, Kreisbote, Andrea Schmelzle, 22. September 2022, abgerufen am 12. Oktober 2022
54. ↑  Wie Bayern den Nationalsozialismus groß gemacht hat: „Man hätte Hitler ausweisen können“, Abendzeitung München, Niclas Vaccalluzzo, 7. September 2024, abgerufen am 19. September 2024
55. ↑  Ausstellung zur „Keimzelle des Untergangs“ startet in Landsberg, Bayerischer Rundfunk, Florian Regensburger, 6. September 2024, abgerufen am 19. September
56. ↑  Ausstellung Der Rote Faden im tim Augsburg, dieKunstBauStelle, Blogbeitrag vom 15. November 2016, abgerufen am 28. Dezember 2020
57. ↑  Von Litauen nach Landsberg – LandsbergHistory. Abgerufen am 20. Dezember 2020.
58. ↑  Hitler’s Mein Kampf: Prelude to the Holocaust A Yom HaShoah Commemoration, Boston College, Programm 25.–26. April 2019
59. ↑  "Von der Täter- zur Opferperspektive. Ausstellung über das KZ-Außenlager VII", Aloys.News, Alois Kramer, Blogbeitrag vom 6. November 2022, abgerufen am 10. November 2022
60. ↑  Katalog "erste f.t.l.c. kunstausstellung", Haus der Begegnung, Hrsg. Fool Time Living Company – Gesellschaft für Performance Realisation e. V., S. 8
61. ↑  Pfaffenhofener Kurier, Franz-Xaver Hitzler, 5. November 1985
62. ↑  Der Himmel über Landsberg, Nominierung Wolfgang Hauck, Landsberger Tagblatt, Gudrun Szczepanek, 20. September 2011, abgerufen am 23. Dezember 2020
63. ↑  Landsberg im Kino: »Das Arturo-Projekt«, Merkur, Susanne Greiner, 27. August 2022, abgerufen am 1. September 2022
64. ↑  "Arturo-Projekt" im Kino: So war die Premiere auf Fünf Seen Filmfest, Landsberg Tagblatt, Oliver Wolff am 28. August 2022, abgerufen am 5. Oktober 2022
65. ↑  Das Arturo-Projekt , Internet Movie Database, abgerufen am 12. Oktober 2022

| Personendaten    | Personendaten |
| ---------------- | --- |
| NAME             | Hauck, Wolfgang |
| KURZBESCHREIBUNG | deutscher Multimediakünstler, Fotodesigner, Musiker, Musikinstrumentenbauer, Theaterleiter, Regisseur, Produzent und Ausstellungsmacher |
| GEBURTSDATUM     | 1964 |
| GEBURTSORT       | Geisenfeld |